# Die klare Sonne bringt’s an den Tag
Die klare Sonne bringt’s an den Tag ist ein Märchen (ATU 960). Es steht in den Kinder- und Hausmärchen der Brüder Grimm an Stelle 115 (KHM 115). Dort schrieb sich der Titel, mit Ausnahme der 1. und der 3. Auflage, ohne Apostroph Die klare Sonne bringts an den Tag.

## Inhalt
Ein verarmter Schneider auf Wanderschaft will einen vermeintlich reichen Juden berauben. Er glaubt ihm nicht, dass er nur acht Heller hat, und schlägt ihn tot. Vor seinem Ende sagt der Jude, die klare Sonne werde es an den Tag bringen. Später findet der Schneider Arbeit, heiratet seines Meisters Tochter und erbt mit ihr das Haus. Eines Tages trinkt er ein Glas Wasser und das Sonnenlicht spiegelt gegen die Decke. Da muss er lachen beim Gedanken an des Juden letzte Worte. Seine Frau will unbedingt wissen, woran er denkt, bis er es sagt. Sie muss ihm zwar versprechen, es nicht weiterzusagen, aber erzählt es doch ihrer Patin. Bald weiß es die ganze Stadt. Er wird gehängt.

## Herkunft

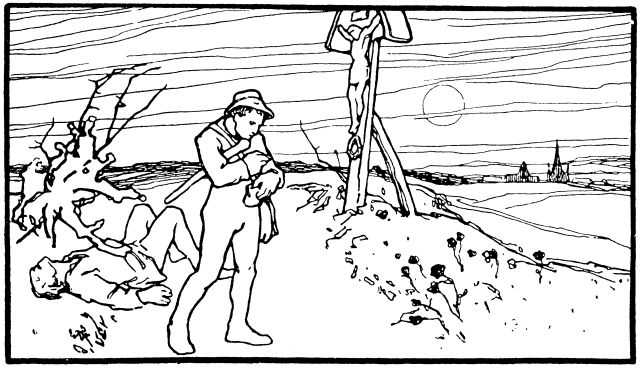
Illustration von Otto Ubbelohde, 1909

Das Exemplum steht in Grimms Märchen ab der 1. Auflage, Teil 2 (dort Nr. 29). Grimms Anmerkung („aus Zwehrn“, d. h. von Dorothea Viehmann) bemerkt, dass in der Odyssee 20, 356 und im Solarlied der Edda 23 sich die Sonne bei Mord verhüllt, und erzählt nach Ulrich Boner: Des Königs Schenk soll einen reichen Juden durch den Wald leiten und mordet ihn. Der Jude sagt „die Vögel, die hier fliegen, werden den Mord offenbaren“. Der Schenk lacht „Jude nimm wahr, das Rebhuhn wirds offenbaren“ und verrät sich, als der König Rebhuhn isst. Grimms nennen weitere Literaturstellen: Meier Nr. 13; Pröhles Märchen für die Jugend Nr. 43; Laßbergs Liedersaal 2, 601-602; Moriz Haupts Altdeutsche Blätter 1, 117-119; Hulderich Wolgemuts Äsopus „(Frankfurt 1623) 2, 465. 66“; Ibykos; Fáfnismál sowie das Sprichwort „Es wird nichts so fein gesponnen, es kommt endlich an die Sonnen“.
Ältester Vorläufer ist die Sage um den griechischen Dichter Ibykos (vgl. Schillers Die Kraniche des Ibykus). Im Spätmittelalter ist der Mörder oft Truchsess und wird vom König gerichtet. Burkard Waldis vereinigte mehrere Versionen als Vom Juden und einem Trucksessen. Der Stoff wurde öfters von Predigern verwendet (vgl. Mk 4,22; Lk 8,17; 12,3). Aus Grimms Märchen vgl. KHM 28 Der singende Knochen und KHM 47 Von dem Machandelboom. Adelbert von Chamisso dichtete seine Ballade Die Sonne bringt es an den Tag 1827 offenbar nach dem Märchen. Vgl. in Giambattista Basiles Pentameron IV,1 Der Stein des Gockels.
Die Beispielerzählung verknüpft in mehreren Sprachen belegte Sprichwörter wie ‚Die Sonne bringt es an den Tag‘, ‚Ist es noch so fein gesponnen, es kommt doch an die Sonnen‘ mit dem Erzähltyp von den Kranichen des Ibykus und ist hauptsächlich in Mitteleuropa, besonders durch Grimms Märchen und Chamissos Gedicht bekannt. Seltener verraten Mond, Regen, Blätter, Fliegen oder Blumen auf dem Grab den Mörder. Verbreitet, schon in Claudius Aelianus‘ De natura animalium 7,10 war auch die Geschichte vom treuen Hund, der das Grab zeigt. Schon zu Anfang des Hamza-nāme steht eine Geschichte vom Mörder, der der Witwe ausrichtet, ihr Sohn solle Gerechtigkeit heißen.

## Rezeption
Die Sonne wird Dich verrathen, Nr. 13 in Ernst Heinrich Meiers Deutsche Volksmärchen aus Schwaben, 1852 erzählt die Geschichte kürzer. Meier verortet seine Quelle in Dußlingen und verweist auf Grimms Text. Zugrunde liege wohl die Idee der göttlichen Sonne, „die Alles durchschaut und die Menschen erspäht“, wie es im Rigveda heiße. Ludwig Bechstein übernahm das Märchen unter starker Ausschmückung 1856 als Sonnenkringel in sein Neues deutsches Märchenbuch, Nr. 5, vgl. auch Das Rebhuhn in Deutsches Märchenbuch. Karel Dvoráks bebilderte Sammlung Die ältesten Märchen Europas von 1983 greift mit Die Wahrheit kommt immer an den Tag offenbar auf die Variante in Grimms Anmerkung zurück.